# CSB 8002
Tàu Cảnh sát biển 8002 (CSB 8002) thuộc biên chế của Cảnh sát biển Việt Nam là tàu vận tải, tuần tra đa năng sử dụng cho nhiệm vụ tuần tra bảo vệ chủ quyền biển, đảo, thực thi pháp luật trên các vùng biển và thềm lục địa Việt Nam; phục vụ công tác tìm kiếm cứu nạn trên vùng biển Việt Nam và quốc tế cũng như nhiệm vụ cứu hộ, cứu nạn trên biển. Tàu còn có chức năng chuyển quân, chi viện hậu cần cho các lực lượng hoạt động trên biển đảo, thực hiện các nhiệm vụ khác được giao.
Đây là con tàu nằm trong loạt Tàu đa năng ĐN-2000 do Tổng công ty Sông Thu đóng mới có thiết kế tiên tiến, hiện đại, đáp ứng đầy đủ các tiêu chuẩn quốc tế theo Nghị quyết 72 của Quốc hội Việt Nam.

## Thiết kế
Tàu dài 90 m, rộng 14 m và độ cao mạn tàu là 7 m. Khi hoạt động trên biển, DN 2000 có công suất 12.016 CV với vận tốc tối đa là 21 hải lý/giờ và tầm hoạt động đạt 5000 hải lý, khi chạy ở vận tốc 15 hải lý/giờ, thời gian hoạt động liên tục trên biển là 40 ngày đêm. Tầm kiểm soát và hoạt động của tàu còn được nâng cao nhờ việc mang theo một máy bay trực thăng Ka-28 (Nga) và các trang bị đi kèm.